# Pierre Porte
Pierre Porte est un compositeur, chef d’orchestre, arrangeur et pianiste français, né à Marseille, le 11 octobre 1944. 

## Biographie

### Jeunesse et formation
Prix de solfège à douze ans au Conservatoire municipal de Marseille, Pierre Porte suit les cours de piano dans la classe d’André Millecam et la classe d’écriture (harmonie) dans la classe de Mr. Buisson au Conservatoire National de Toulon, puis de Paris (CNSM) dans la classe d’écriture-harmonie de Maurice Duruflé, de contrepoint dans la classe d'Alain Weber et de fugue dans la classe de Marcel Bitsch[réf. nécessaire].

### Famille
Son frère Georges Porte est un saxophoniste de l'Orchestre d'harmonie de la Garde Républicaine sous la direction de Roger Boutry.
Son fils Frédéric Porte, né en 1966, est un compositeur de musiques de téléfilms unitaires et de séries pour la télévision, notamment pour TF1.

### Carrière professionnelle
Sa carrière de chef d’orchestre et de directeur musical à la télévision démarre en 1970 lorsqu’il devient le collaborateur de Claude Bolling alors directeur musical et chef d’orchestre des grandes émissions en direct produits par Maritie et Gilbert Carpentier : Devine Qui est Derrière la Porte, Deux sur la 2 et A La Manière Deux présentées par Roger Pierre et Jean-Marc Thibault, Top A…, Numéro 1. Au départ de Bolling en 1971, Pierre Porte reste seul à la direction musicale ainsi que le chef d’orchestre des mêmes émissions jusqu'en juin 1976.
En janvier 1977, il quitte les Carpentier pour rejoindre le producteur-présentateur Jacques Martin qui se voit confier la tranche 12 h-22 h chaque dimanche sur Antenne 2. Ses émissions intitulées Bon Dimanche sont réalisées en direct du Théâtre de l’Empire à Paris. Pierre assure la direction du Grand Orchestre chaque dimanche pendant deux saisons jusqu’en juin 1978. Il est aussi le compositeur des génériques : Musique and Music et Bon Dimanche (paroles de Jacques Martin), émission dont il assure la plupart du temps l'orchestration.
Le 25 juillet 1978, il dirige le Grand Orchestre Philharmonique de Nice au Château de l'Emperi à Salon-de-Provence, pour un concert exceptionnel d’Ella Fitzgerald avec le Trio Flanagan, dans sa dernière tournée de Jazz Symphonique en Europe[réf. nécessaire].
En tant qu’arrangeur et orchestrateur, il travaille pour beaucoup d'artistes de variétés, notamment avec Jean-Jacques Debout et Chantal Goya sur plusieurs œuvres dont Adieu les Jolis Foulards, mais aussi en tant que dance-arranger pour les chorégraphies des shows au Palais des Congrès de Sylvie Vartan en 1975 et 1976, en collaboration avec le chorégraphe Walter Painter, shows pour lesquels il est également le chef d’orchestre.
Pierre Porte est aussi un compositeur de chansons pour de nombreux chanteurs et chanteuses dont Johnny Hallyday (Fou d’Amour co-composé avec Jean-Pierre Savelli, paroles Michel Mallory), Dalida (paroles Pascal Sevran), Thierry Le Luron (chanson : Un Peu d’Amour co-écrit avec André Lutereau, paroles de Charles Level), (chanson : Aux Couleurs de la France, paroles de Charles Level), Marie Laforêt (chanson : Fais-moi l’Amour Comme à Une Autre), Prière à Marie (reprise partielle de l'original intitulé Dis père  Noël interprété par un jeune chanteur en 1974, Yannick Adam) (album Les Prêtres - textes de Jean-Michel Di Falco et de Michel Jourdan) ou Mireille Mathieu (chanson : La Liberté sur l’Atlantique - co-composée avec André Lutereau), Swann Ferret (chanson : Crier la vie).
Il a écrit trois chansons dont il est lui-même l’interprète : La Fille du Mois de Mai (sur un arrangement de Michel Colombier), La Fille et Le Violoncelle (paroles de Bernard Stéphane), Entre Malaga et Corfou (paroles de Charles Level).
Il compose aussi des musiques pour le théâtre en collaboration avec Michel Emer pour Féfé de Broadway de Jean Poiret avec Jacqueline Maillan, mais aussi pour plusieurs longs-métrages réalisés par Christian-Jaque, Roger Vadim, Yves Boisset et Joseph Losey et pour des téléfilms réalisés par Claude Barrois, Michel Lang, Jean Hénin, Jean Dewever, Igaal Nidaam, Damiano  Damiani et Hervé Baslé.
C’est en 1982, qu’Hélène Martini directrice des Folies Bergère depuis 1974, lui confie sa première revue aux Folies Bergère, suivie d’une seconde revue en 1987, puis une troisième en 1992. Et c’est en 1988, qu’il rencontre l’équipe du Moulin-Rouge pour lequel il composera une première revue Formidable, puis la revue actuelle intitulée Féérie qui débute en 1999.
Le 18 janvier 1989 le président Jacques Chirac, alors Maire de Paris, lui remet un Discobole de la bande originale pour le CD de la revue Formidable, prix décerné par l’Académie du Disque Français[réf. nécessaire].
Il mène de front une carrière de chef d’orchestre, de compositeur et d’arrangeur mais aussi de pianiste. Le 2 mai 1983, il jouera à l’Olympia en vedette[réf. nécessaire], avec sur scène pour l’accompagner, la Chorale des Jeunesses Musicales de France, les chanteurs Liliane Davis et Olivier Constantin, son frère, le saxophoniste Georges Porte et le violoncelliste Jean-Philippe Audin entre autres. La soirée sera immortalisée par un double album live, édité par les Disques Carrère sorti la même année.
En 1981, il signe un contrat d’artiste avec une Major Company japonaise Victor Entertainment par laquelle il enregistre une dizaine d’albums dans un style easy listening de compositions originales ainsi que des reprises de thèmes internationalement connus. Il fera plusieurs tournées au Japon avec le Grand Orchestre Pierre Porte dès 1982 ainsi que plusieurs récitals au piano solo[réf. nécessaire].
En 1998 il crée le groupe Cœur à Cordes composé de 8 musiciennes (7 cordes et une percussionniste) dont le premier violon Anne Gravoin. Cœur à Cordes fait une première tournée en Asie et notamment en Chine en septembre 2001[réf. nécessaire].
En 2023, il publie Le piano est mon orchestre, autobiographie émouvante qui revient sur ses souvenirs d'enfance, ses études de musique et son travail avec les plus grandes vedettes comme Johnny Halliday et sa réussite à la télévision et au Moulin rouge, dont il compose la musique depuis 37 ans.

## Compositions

### Musiques pour le théâtre
- 1975 - L'Impromptu de Marigny de Jean Poiret, au Théâtre Marigny (avec Michel Emer);
- 1976 - Féfé de Broadway de Jean Poiret, au Théâtre des Variétés (avec Michel Emer).
- 1976 - Spectacle de Claude Véga au Théâtre de la Renaissance.

### Pour leThéâtre des Folies Bergère
- 1977 - Folies je t'adore de Michel Gyarmathy;
- 1982 - Folies de Paris de Michel Gyarmathy;
- 1987 - Folies en Folie de Michel Gyarmathy.

### Pour leMoulin Rouge
- 1988 - Revue Formidable, mise en scène par Doris Haug et Ruggero Angeletti
- 1999 - Revue Féérie, mise en scène par Doris Haug et Ruggero Angeletti

### Directeur d'orchestre
- 1978 - Ella Fitzgerald en concert à Salon-de-Provence avec l’Orchestre Philharmonique de Nice
- 1975 et 1976 - Spectacle Sylvie Vartan au Palais des Congrès
- 1973 et 1974 - Thierry Le Luron au Théâtre des Variétés pour 120 représentations[12]

### Musiques de films
Il est l'auteur des musiques film, dont :
- 1975 - Docteur Justice, film de Christian-Jaque[14]
- 1975 - Monsieur Klein, film de Joseph Losey[15]
- 1976 - Une Femme Fidèle, film de Roger Vadim
- 1986 - Bleu comme l'enfer, film d'Yves Boisset

### Musiques de téléfilms
- 1976 - La Vie Parisienne de Christian-Jaque
- 1976 - La Chartreuse de Parme de Jean Dewever
- 1977 - Moulins à Vendre de Jean Dewever
- 1977 - Esprit de Suite de Jean Hennin
- 1991 - Softwar de Michel Lang
- 1991 - Van Loc : un grand flic de Marseille de Claude Barrois
- 1992 - Le Fils d’un Autre de Michel Lang
- 1992 - Secrets de Famille d'Hervé Baslé
- 1993 - La Voyageuse du Soir de Igaal Niddam
- 1995 - Baldipata de Michel Lang
- 1995 - Un Enfant de Trop de Damiano Damiani
- 1996 - La Cassure de Claude Barrois
- 1997 - Sans Cérémonie de Michel Lang

### Musiques pour des séries télévisées
- 1989 à 1992 - Le Triplé Gagnant de Claude Barrois
- 1982 - G. Men 75 - Télévision japonaise
- 1984 à 1986 - Avec Plaisir de Pierre Sisser
- 1993 - Van Loc, le flic de Marseille : épisode La Vengeance de Claude Barrois
- 1993 - Van Loc, le flic de Marseille : épisode La Grenade de Claude Barrois
- 1994 - Van Loc, le flic de Marseille : épisode L’Affaire Da Costa de Claude Barrois
- 1995 - Van Loc, le flic de Marseille : épisode Victoire aux Poings de Claude Barrois